# Retocomus qadrii
Retocomus qadrii är en skalbaggsart som beskrevs av Abdullah 1965. Retocomus qadrii ingår i släktet Retocomus och familjen kvickbaggar. Inga underarter finns listade i Catalogue of Life.